# Kumazawa Keisuke
Kumazawa Keisuke (熊澤 圭祐 Kumazawa Keisuke, sinh ngày 29 tháng 6 năm 1989) là một cầu thủ bóng đá người Nhật Bản. Anh thi đấu cho Maruyasu Okazaki.

## Thống kê câu lạc bộ
| Thành tích câu lạc bộ | Thành tích câu lạc bộ | Thành tích câu lạc bộ | Giải vô địch | Giải vô địch | Cúp                   | Cúp                   | Tổng cộng | Tổng cộng |
| Mùa giải              | Câu lạc bộ            | Giải vô địch          | Số trận      | Bàn thắng    | Số trận               | Bàn thắng             | Số trận   | Bàn thắng |
| Nhật Bản              | Nhật Bản              | Nhật Bản              | Giải vô địch | Giải vô địch | Cúp Hoàng đế Nhật Bản | Cúp Hoàng đế Nhật Bản | Tổng cộng | Tổng cộng |
| --------------------- | --------------------- | --------------------- | ------------ | ------------ | --------------------- | --------------------- | --------- | --------- |
| 2012                  | Gainare Tottori       | J2 League             |              |              |                       |                       |           |           |
| Quốc gia              | Nhật Bản              | Nhật Bản              |              |              |                       |                       |           |           |
| Tổng                  |                       |                       |              |              |                       |                       |           |           |